# Satzer Moor
Das Satzer Moor (auch Saatzer Moor oder Herster Moor) in Bad Driburg ist ein etwa 13 Hektar großes Naturschutzgebiet in Nordrhein-Westfalen, Deutschland. Das strukturreiche Niedermoor-, Feuchtwiesen- und Auwaldgebiet befindet sich in der Gemarkung Herste direkt an der B 64 und an der Bahnstrecke Altenbeken–Kreiensen zwischen Driburg und Herste in einer Höhenlage von etwa 165 bis 175 m ü. NN.
Der Flurname „Satzer Moor“ geht zurück auf eine ehemalige Hofstelle und Wassermühle, die Saatzer Mühle, die jedoch nicht erhalten ist. Da sie im Driburger Kartenblatt der Preußischen Neuaufnahme nicht mehr eingezeichnet ist, wurde sie vermutlich im 19. Jahrhundert aufgegeben.

## Geografie
Landschaftlich gehört das Naturschutzgebiet zum östlichen Eggevorland, das ans Eggegebirge angrenzt. Es liegt südlich des gut 244 m hohen Lilienbergs im Talraum der Aa, die das Satzer Moor von Nordwest nach Südost durchfließt.
In direkter Nähe des Satzer Moors, am Unterhang des Lilienbergs, stehen Gesteine der Trias, insbesondere des Röt und des Unteren Muschelkalks (Unterer Wellenkalk) an.
Die Böden des Satzer Moors sind dementsprechend stark durch Kalkstein-Schotter geprägt. An einigen Stellen im Gebiet tritt auch kalkhaltiges Quellwasser in Form von Sicker- oder Sumpfquellen (Helokren) aus, was im Holozän zur Bildung von sumpfigen Flach- oder Niedermoorbereichen bzw. Kleinseggenrieden geführt hat.

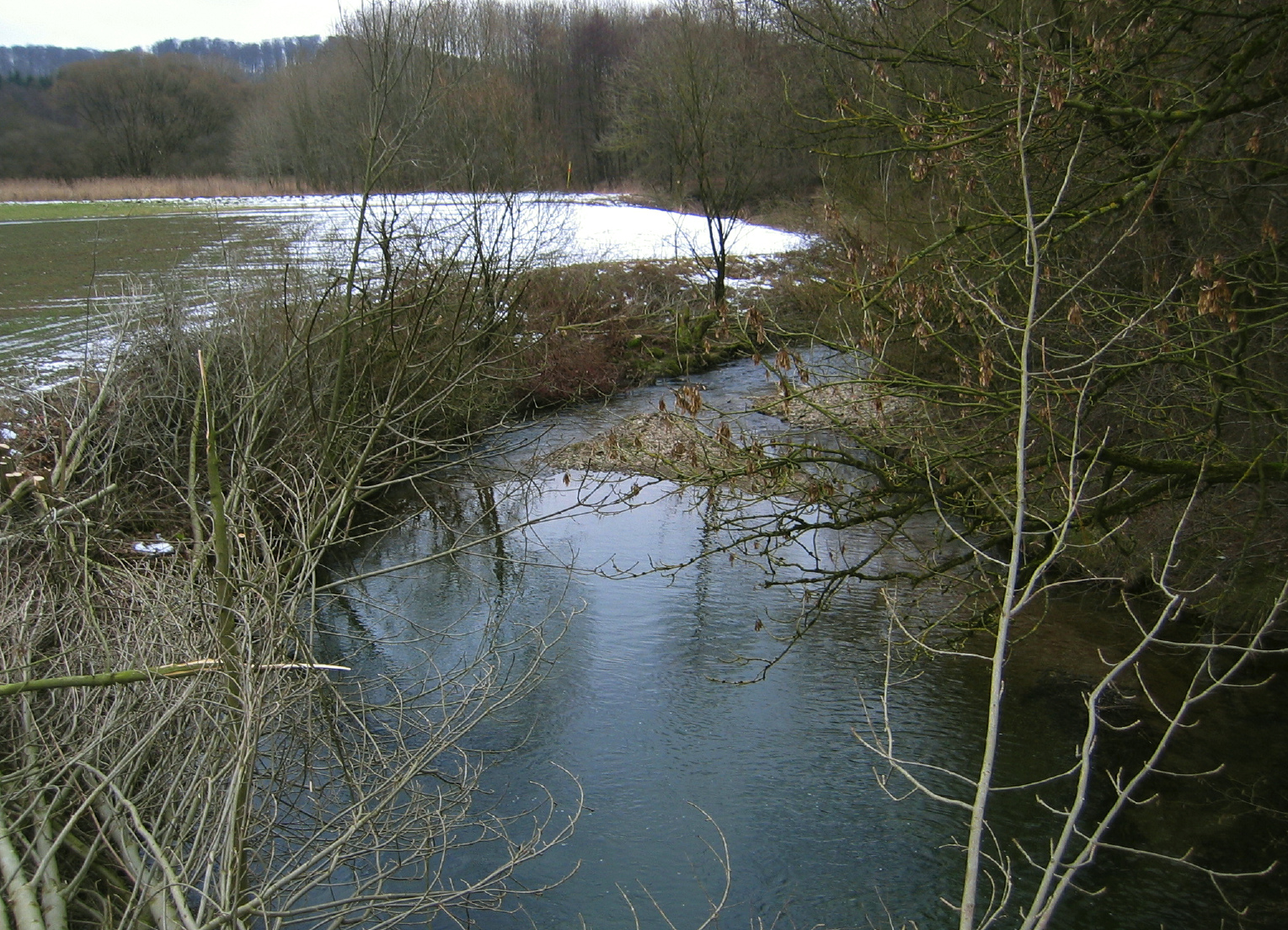
Die Aa im Westen des Naturschutzgebiets
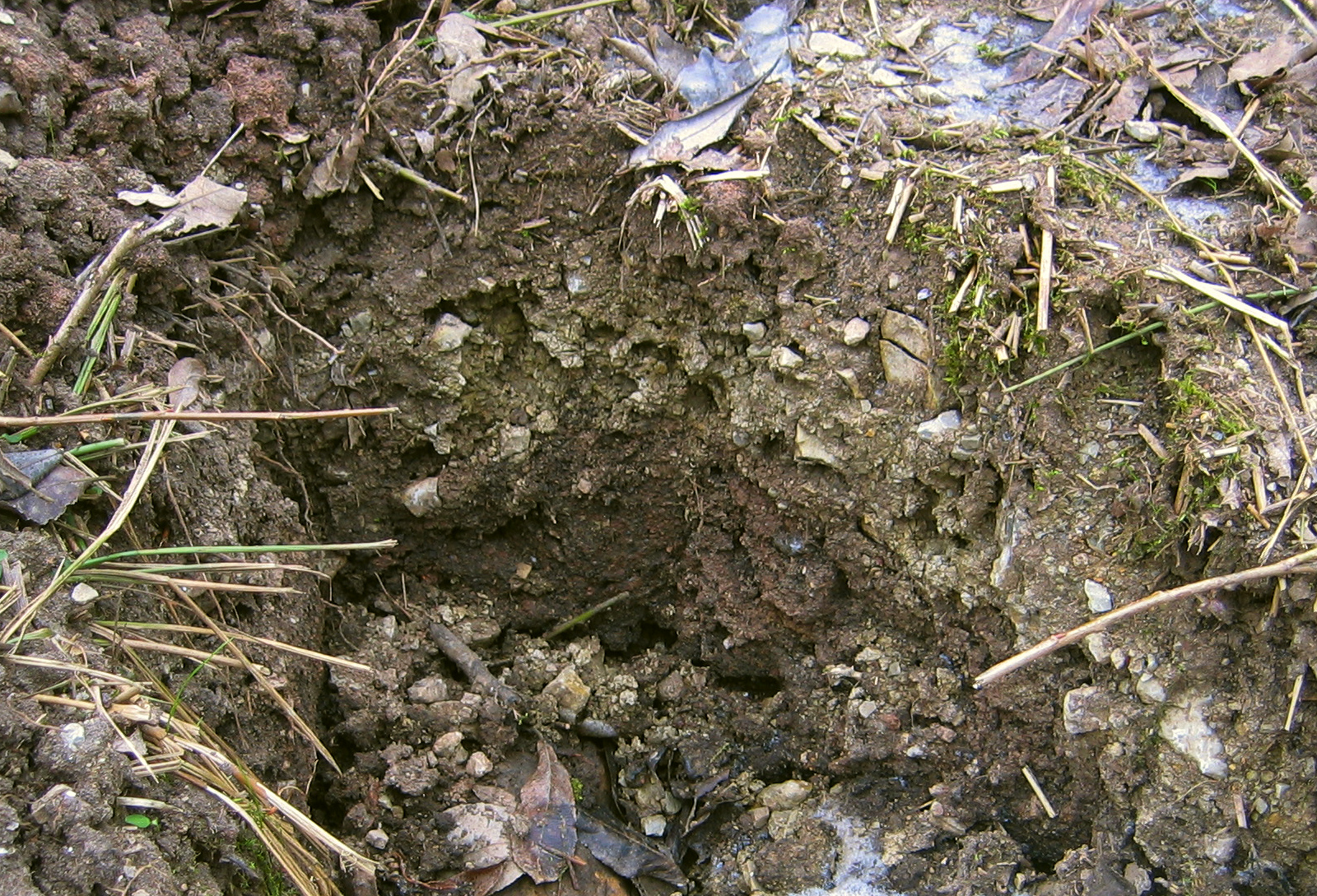
Kalkschotterreicher Boden im Gründlandbereich
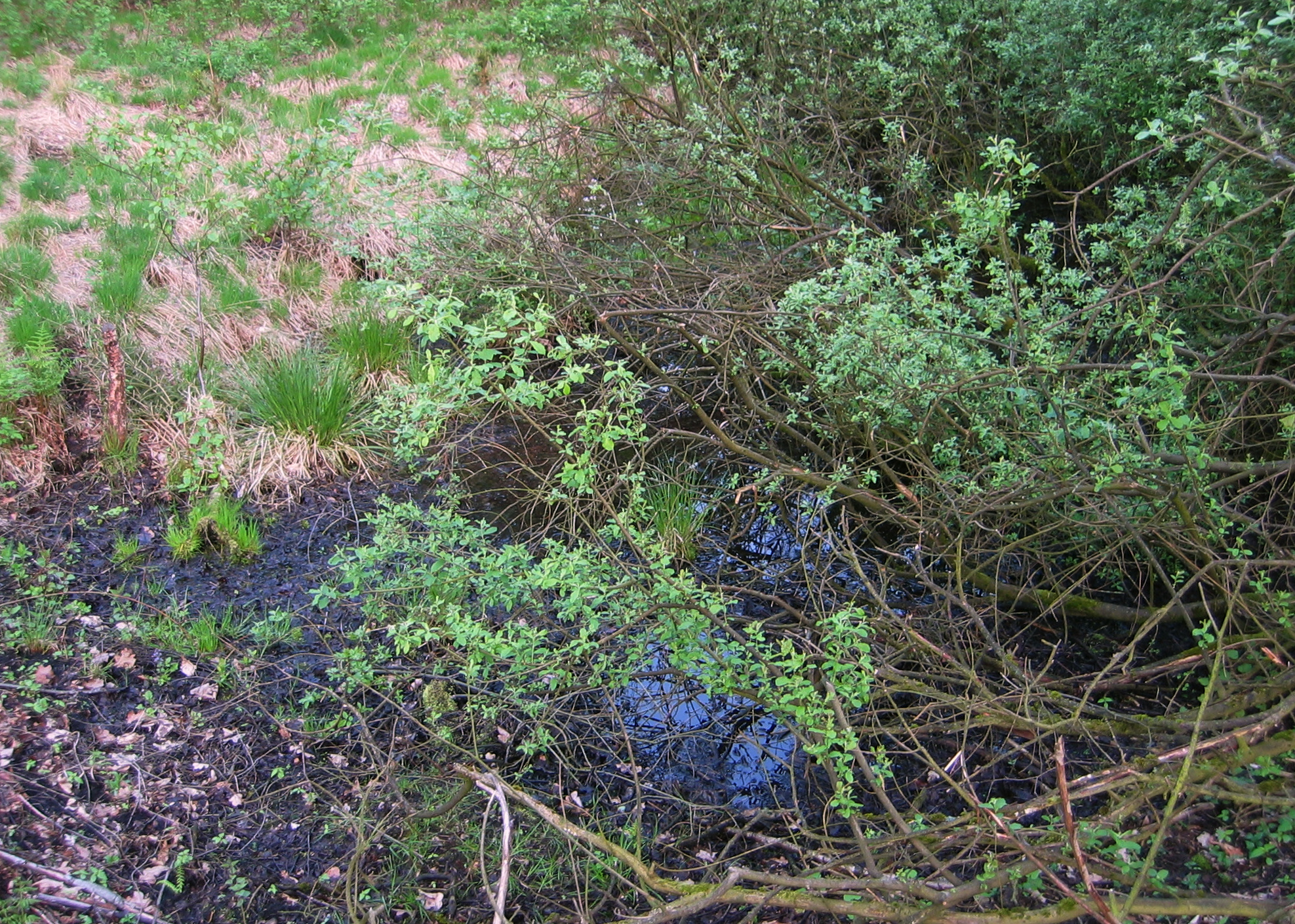
Nass-sumpfiger Bereich mit Weidengebüsch

## Geschichte

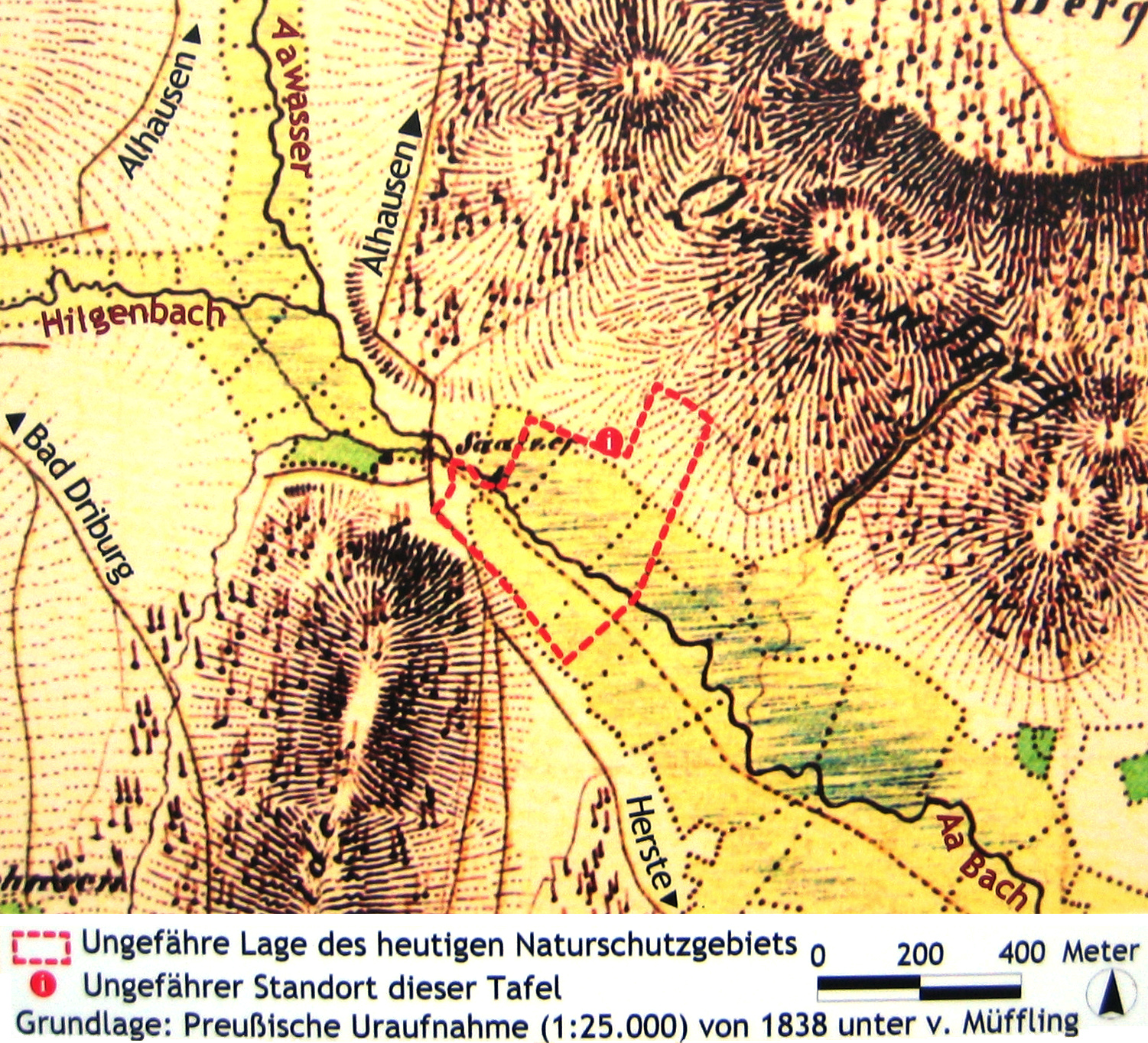
Lage des Satzer Moors in der Preußischen Uraufnahme von 1838

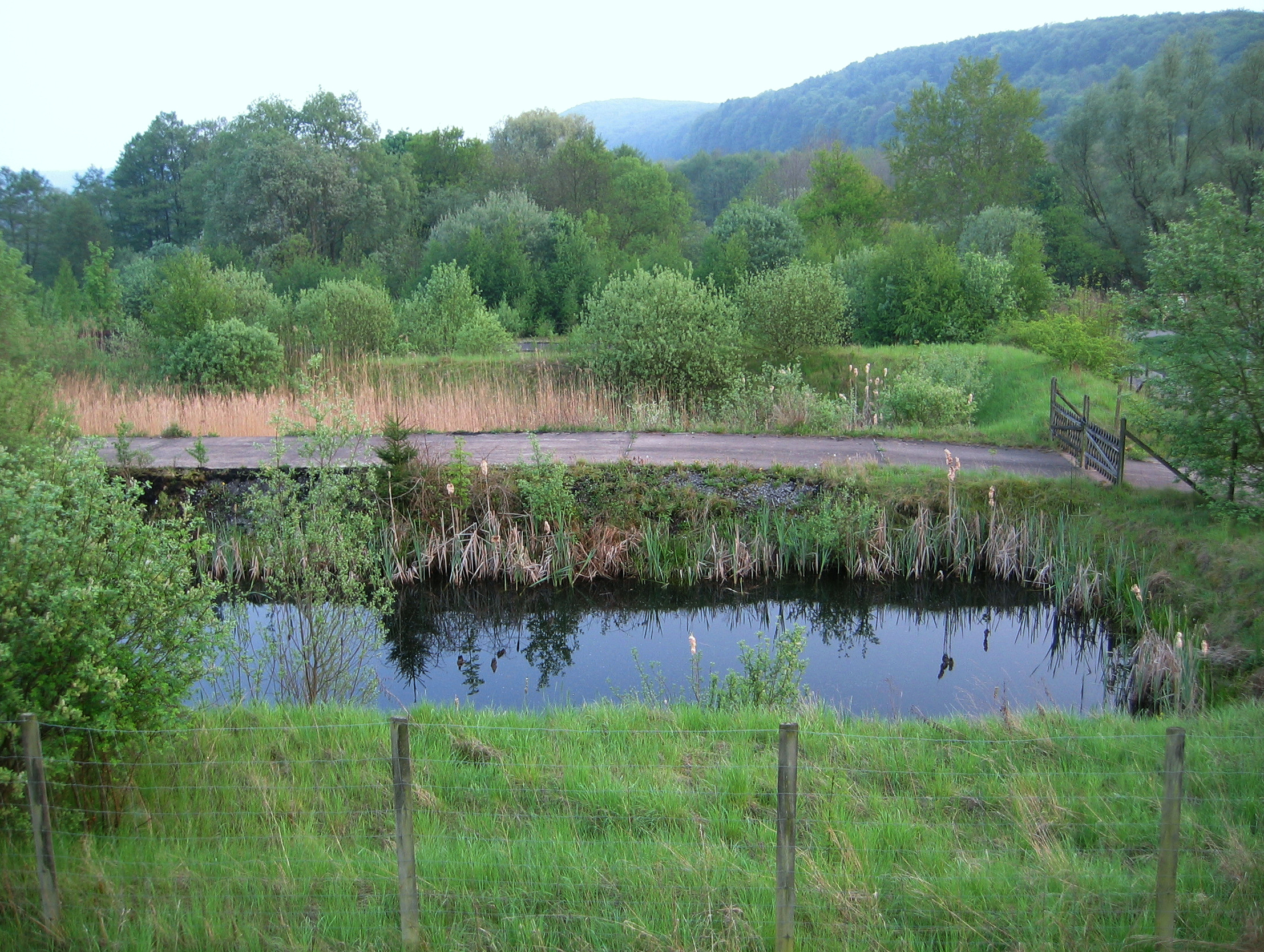
Aufgegebene Torflager knapp außerhalb des NSGs 2009

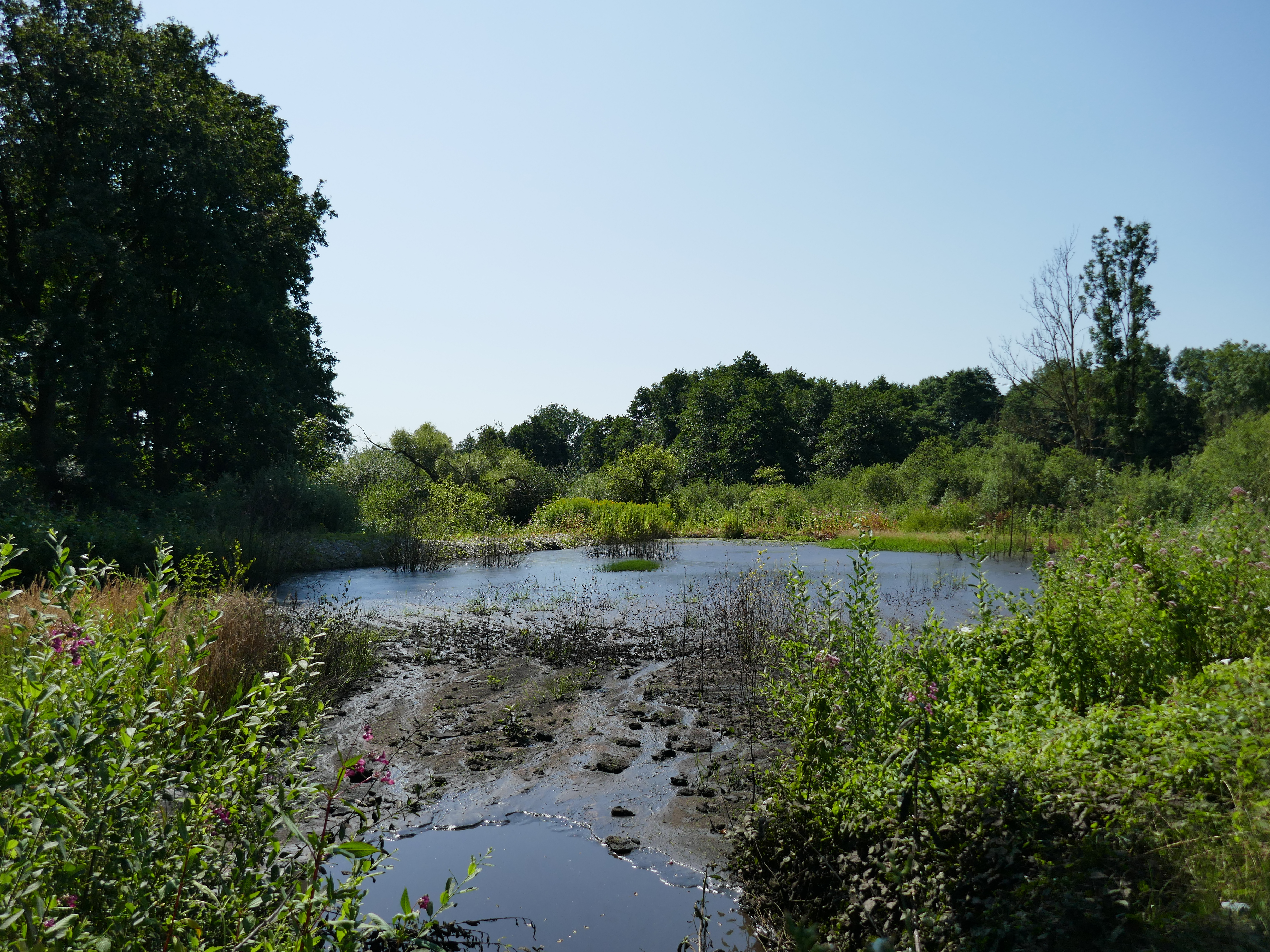
Regeneriertes Moorbecken im Satzer Moor 2024

Ursprünglich wurde der Talraum der manchmal auch Aabach genannten Driburger Aa im Gebiet des heutigen Satzer Moors von natürlichen Bruch- und Auwäldern eingenommen.
Vermutlich im Mittelalter wurde der Waldbestand gerodet und in Weideflächen fürs Nutzvieh umgewandelt – in alten Karten wie der Preußischen Uraufnahme von 1838 sind die Bereiche als baumfreie Nasswiesen erkennbar – und der sauergrasreiche Aufwuchs der Niedermoor- und Wiesenflächen wurde später vorwiegend zur Gewinnung von Einstreu genutzt (Streuwiesen). Im 19. Jahrhundert wurden die Wiesen durch Gräben drainiert, so dass einige Talbereiche seither ackerbaulich nutzbar ist.
Weite Teile der Niedermoorflächen wurden vom Driburger Kurbetrieb – dem seit Ende des 18. Jahrhunderts bestehenden Gräflichen Kurbad von Kaspar Heinrich von Sierstorpff – zur Torfgewinnung für Moorbäder abgegraben. Die Torfschichten im Satzer Moor waren bis zu drei Meter mächtig. Da das Satzer Niedermoorvorkommen den Torfbedarf des Kurbetriebs nicht lange decken konnte, wurden später Hochmoortorfe aus dem heutigen Kreis Minden-Lübbecke eingesetzt. Diese wurden nach der medizinischen Anwendung in den alten Torfstichen bzw. in extra angelegten Moorbecken zwischengelagert, so dass sie nach einigen Jahren Regenerationszeit erneut als Kurmittel verwendbar waren.
Die Nutzung des Satzer Moors als Torflager („Torfdeponie“) wurde 1988 aufgegeben und die Flächen wurden der natürlichen Entwicklung überlassen.
Knapp außerhalb des heutigen Naturschutzgebiets befinden sich in der Nähe des Bahnübergangs noch stärker befestigte und umzäunte Torflager, die jedoch ebenfalls nicht mehr genutzt werden.
Nachdem das in einem großräumigen Landschaftsschutzgebiet gelegene Satzer Moor viele Jahre lediglich als „schutzwürdiges Biotop“ im Biotopkataster NRW verzeichnet war, wurde es schließlich 2003 als Naturschutzgebiet mit der Kennnummer HX-070 ausgewiesen. Zuvor hatten in den 1990er Jahren mehrere Kartierungen die trotz der geringen Gebietsgröße internationale Bedeutung des vorhandenen Habitatmosaiks vor allem für den Artenschutz bestätigt (Rote-Liste-Arten). Das NSG ist außerdem als FFH-Gebiet „Satzer Moor“ mit der Kennnummer DE-4220-301 ein Teil des europäischen Natura-2000-Gebietsnetzes.
2023 wurde die Wiedernutzung der Moorbecken beschlossen.

## Flora und Fauna

### Pflanzen
Kalk-Quellmoore sind in Mitteleuropa selten und meist nur kleinflächig vorhanden. Sie zeichnen sich durch Mineralstoffreichtum aber Nährstoffarmut aus.
Im Satzer Moor werden die reliktartigen und sumpfigen Flachmoorbereiche vor allem durch große Bestände der Floh-Segge (Carex pulicaris) geprägt. Die auch für die Unterschutzstellung relevante Pflanzengesellschaft ist das Kalk-Kleinseggenried (Caricion davallianae) in der Ausprägung des Davall-Seggenrieds (Caricetum davallianae). Im Jahr 1990 nahmen diese Kleinseggenbestände im Satzer Moor eine Fläche von etwa 700 m² ein.
Weitere seltene und gefährdete Moorpflanzen im Gebiet sind Gelb-Seggen (Carex flava agg.), das Breitblättrige Wollgras (Eriophorum latifolium), der Rundblättrige Sonnentau (Drosera rotundifolia), die Sumpf-Stendelwurz (Epipactis palustris), das Sumpf-Herzblatt (Parnassia palustris), der Sumpf-Dreizack (Triglochin palustre) und die Glocken-Heide (Erica tetralix).
In weniger moorigen Bereichen kommen unter anderem das Breitblättrige Knabenkraut (Dactylorhiza majalis), der Holunderblättrige Baldrian (Valeriana sambucifolia), die Sumpfdotterblume (Caltha palustris), der Teufelsabbiss (Succisa pratensis) und die Herbst-Zeitlose (Colchicum autumnale) vor.
Die Moosflora im Naturschutzgebiet weist neben diversen Torfmoosen wie dem Gefransten Torfmoos (Sphagnum fimbriatum) die folgenden seltenen Arten auf: Kalk-Goldschlafmoos (Campylium calcareum), Kalk-Quellmoos (Philonotis calcarea), Riesen-Schönmoos (Calliergon giganteum), Skorpionsmoos (Scorpidium scorpioides), Haarspitzen-Thujamoos (Thuidium philibertii), Spitzblättriges Spießmoos (Calliergonella cuspidata), Gekräuseltes Spiralzahnmoos (Tortella tortuosa), Berg-Kurzbüchsenmoos (Brachythecium starkei) und Gelbgrünes Sichelmoos (Drepanocladus aduncus).
Insgesamt kommen im Satzer Moor mehrere hundert Pflanzenarten vor.

### Bedeutung für die westfälische Florengeschichte

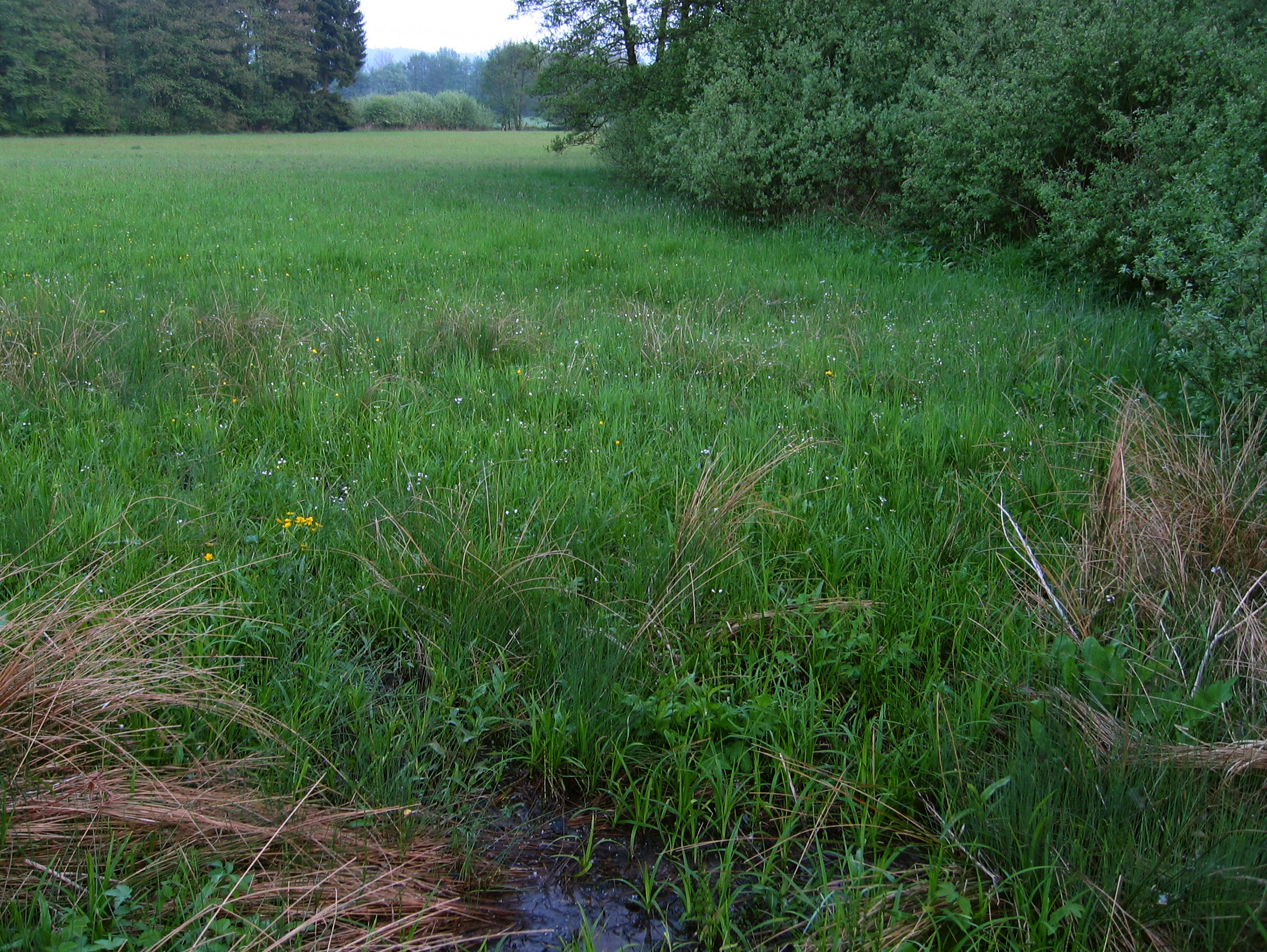
Artenreiche Feuchtwiese und Weidengebüsch im Nordosten

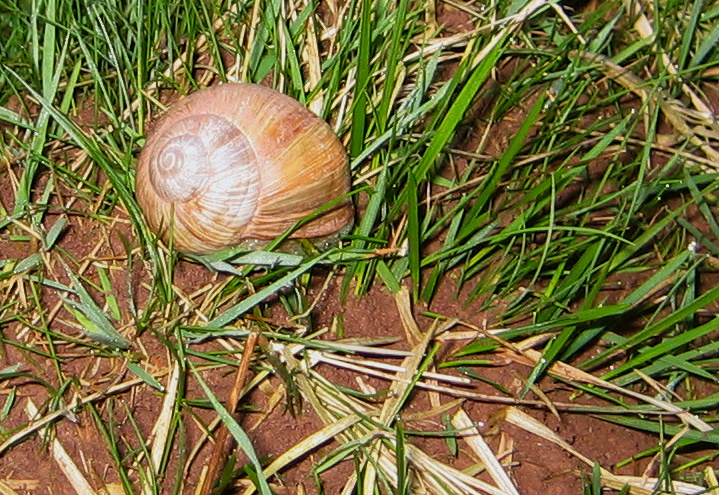
Weinbergschnecke im Satzer Moor

Das Satzer Moor gilt als klassischer Ort der westfälischen Florengeschichte. Einerseits gehört das Gebiet zu den wenigen Orten in Westfalen, über die verlässliche botanische Aufzeichnungen bereits aus dem 18. Jahrhundert vorliegen, andererseits lässt sich hier dank weiterer Untersuchungen aus den folgenden zwei Jahrhunderten die Entwicklung einiger seltener Arten über einen Zeitraum von mehr als 200 Jahren nachvollziehen.
Die ersten bekannten Notizen zu am Standort vorkommenden Pflanzenarten stammen vom Botaniker Jakob Friedrich Ehrhart (1742–1795), der das Satzer Moor am 15. August 1789 während einer mehrtägigen Wanderung von Hannover nach Bad Driburg aufsuchte.

„Auf der Sülte, einer Wiese beim Satzer Hofe, trafen wir verschiedene gute Schwefelbrunnen an, welche verdienten, daß sie aufgegraben und gebraucht würden. Einige davon sind ziemlich stark, und machten in Zeit von einer Minute meinen silbern Stockknopf über und über schwarz. Es scheint ihnen auch nicht an Wasser zu fehlen. Wir fanden hier eine mir äußerst angenehme Pflanze, die ich vorher noch nie anders, als in Herbariis, gesehen habe, nämlich die Ophrydem loeselii. Es wuchs hier auch Chara vulgaris, Ch. tomentosa, Scirpus lacustris, Triglochin palustre, und eine große Menge Schoenus nigricans, den ich noch nicht anders, als in Holland, gefunden habe. Jenseit des Baches war auf einer Wiese noch ein Schwefelbrunn, der auch nicht ganz schwach zu sein schien.“

Ehrhart war ab 1780 „Königlich Grossbrittanischer und Churfürstlich Braunschweig-Lüneburgischer Botaniker“ und arbeitete im Auftrag der Regierung in Hannover u. a. an einer „Hannoverischen Pflanzengeschichte“.
Spätere Aufzeichnungen zu Arten des Satzer Moors gibt es u. a. in der Beschreibung der Wesergegend um Höxter und Holzminden von Hermann Emilius Gutheil (1837), in der Flora Westfalens von Ludwig Volrad Jüngst (1852) und in der Flora von Westfalen von Konrad Beckhaus (1893). 1960 veröffentlichte Fritz Runge einen durch eigene Nachweise ergänzten Übersichtsbericht zu den historischen Beobachtungen seltener Pflanzenarten im Moor. In den folgenden Jahrzehnten wurden von Naturschutzorganisationen und -Institutionen zahlreiche weitere Bestandsaufnahmen erstellt.

### Tiere
Als wertvoller Lebensraum ist das Gebiet vor allem von entomo-, herpeto- und avifaunistischer Bedeutung. Besonders geschützte Tierarten, die im Satzer Moor vorkommen, sind der Eisvogel (Alcedo atthis), die Wasseramsel (Cinclus cinclus), der Europäische Laubfrosch (Hyla arborea), der Grasfrosch (Rana temporaria) und die Gebänderte Prachtlibelle (Calopteryx splendens). Der Fließgewässerabschnitt der Aa ist im Naturschutzgebiet naturnah strukturiert; hier ist unter anderem das Bachneunauge (Lampetra planeri) nachgewiesen. In den unterschiedlichen Stillgewässern des Gebiets finden sich in der Laichzeit zahlreiche Amphibien auch aus den umliegenden Wald- und Grünlandbereichen ein.
Neben diversen Vogelarten sind für Besucher vom Wegrand aus die geschützten Weinbergschnecken (Helix pomatia) recht einfach zu beobachten. Sie kommen im Satzer Moor auf Grund der hohen Kalkanteile in Boden und Wasser in guter Populationsdichte vor.

## Naturschutz

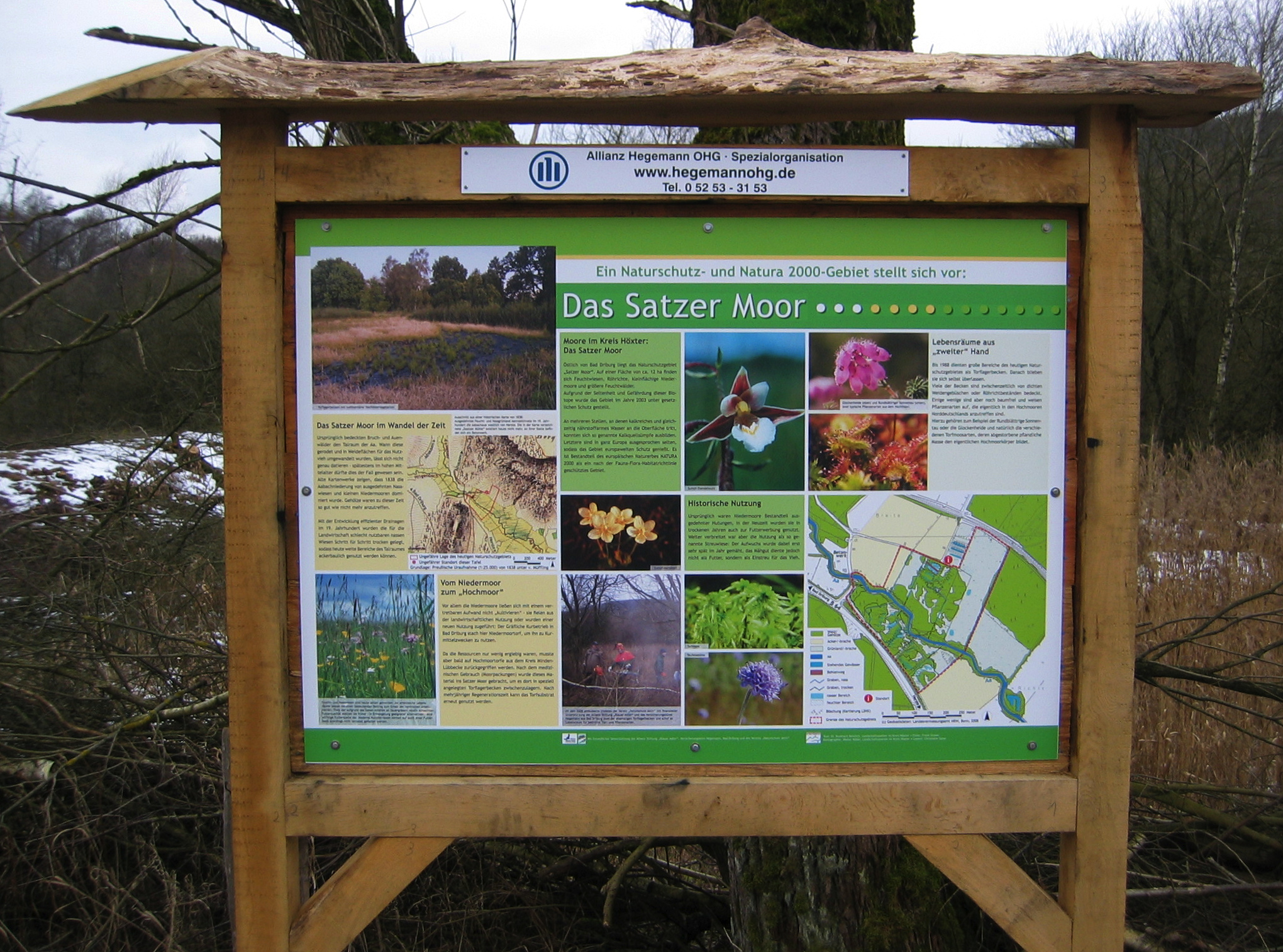
Informationstafel am Satzer Moor

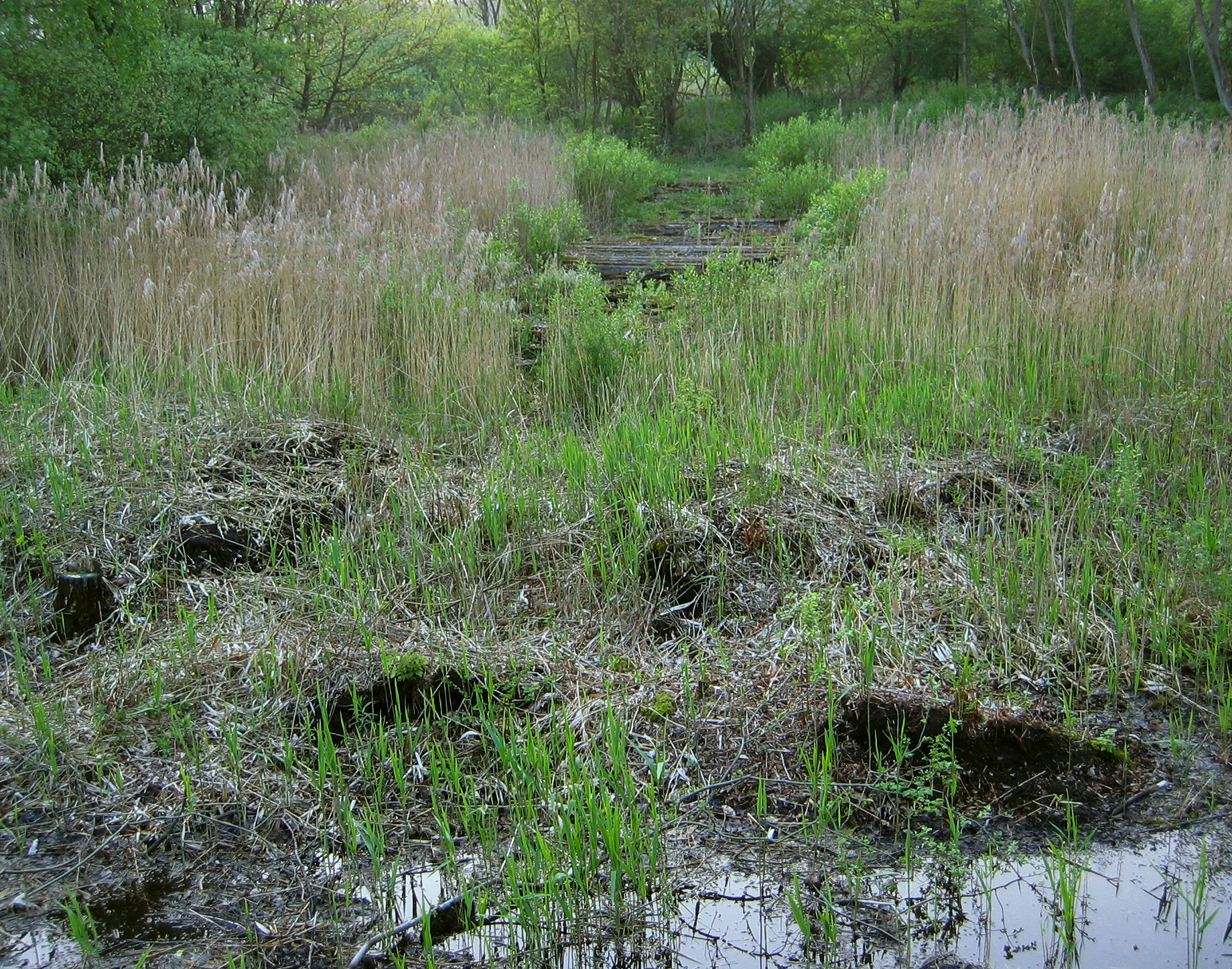
Alter Bohlenweg zwischen zwei mit Schilf bestandenen Torflagern

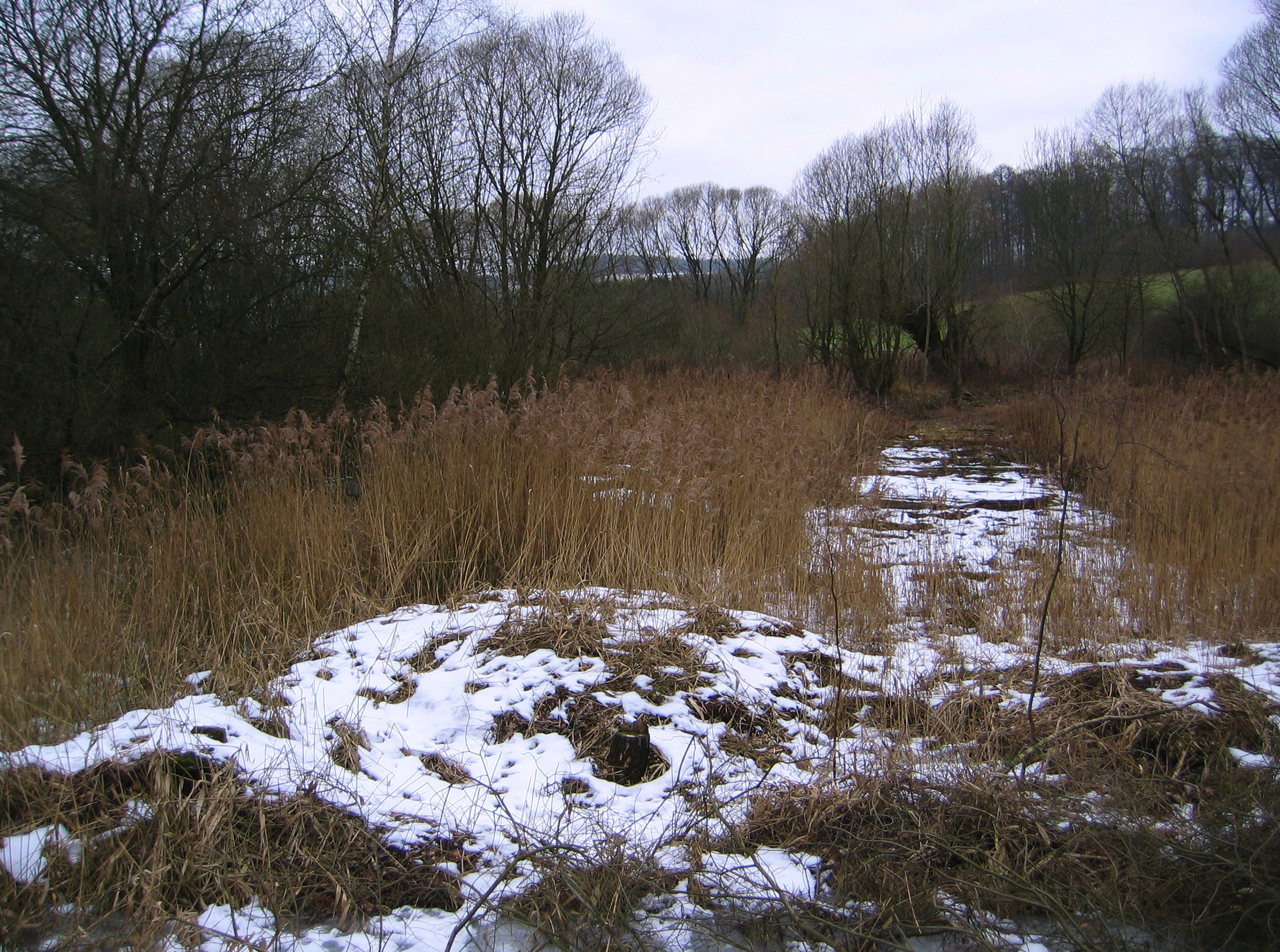
Nassbereich der alten Moorbecken mit Schilfbestand im Winter

Vorrangige Entwicklungsziele für das Satzer Moor sind die Erhaltung und Regenerierung der Kalkquellsümpfe und Kalkflachmoore sowie der feuchten Hochstaudenfluren, der Schutz vor Entwässerung (Melioration) und Eutrophierung und die natürliche Entwicklung des Auwalds.
Zur Erreichung der Naturschutzziele werden vom Driburger Verein Naturschutz Aktiv und von der Landschaftsstation im Kreis Höxter regelmäßig Pflegemaßnahmen durchgeführt. Hierzu gehören unter anderem die Abdichtung alter Dämme an den abgetorften Flächen zwecks Erhaltung der lebensraumtypischen Grundwasserverhältnisse, die Mahd der Grünlandbereiche und bei Bedarf – außerhalb des Auwalds – die Entfernung von Gehölzaufwuchs und Schilf in den Moorbereichen. Die Entbuschung verhindert dabei insbesondere das Verschwinden seltener und lichtliebender Arten.
Im von Weiden geprägten Weichholzauenwald wird auf forstliche Nutzung verzichtet, so dass die natürliche Sukzession sowie das Vorhandensein von Alt- und Totholz gefördert wird. Die extensiv genutzten Grünlandbereiche im Naturschutzgebiet dienen als Pufferzonen zu den benachbarten Landwirtschaftsflächen.
Durch das Naturschutzgebiet führen keine öffentlichen Wege, es besteht ein generelles Betretungsverbot. Am nördlichen Rand des Satzer Moors steht seit 2008 eine Informationstafel neben einer kleinen Sitzgruppe für Wanderer und Besucher. Von dort ist ein Blick in die alten Torfbecken möglich. Dieser Punkt ist von der B 64 bzw. vom OTB-Betonwerk aus über einen asphaltierten Wirtschaftsweg zu erreichen, der nicht für den öffentlichen Verkehr freigegeben ist (etwa 500 m Fußweg). Am südwestlichen Rand des Gebiets führt ein weiterer Wirtschaftsweg entlang, von dem aus Blicke in die Auwaldbereiche möglich sind.
Im Rahmen des von der Europäischen Union und vom Land NRW geförderten naturtouristischen Projekts „Erlesene Natur“ ist am Satzer Moor für 2011 die Realisierung eines Moor-Fußbades und eines Bohlenwegs an der Aa geplant.